# Dirphya simpsoni
Dirphya simpsoni är en skalbaggsart som beskrevs av Aurivillius 1914. Dirphya simpsoni ingår i släktet Dirphya och familjen långhorningar.
Artens utbredningsområde är:
- Benin.
- Ghana.
- Sierra Leone.
- Togo.

Inga underarter finns listade i Catalogue of Life.